# 影馳科技

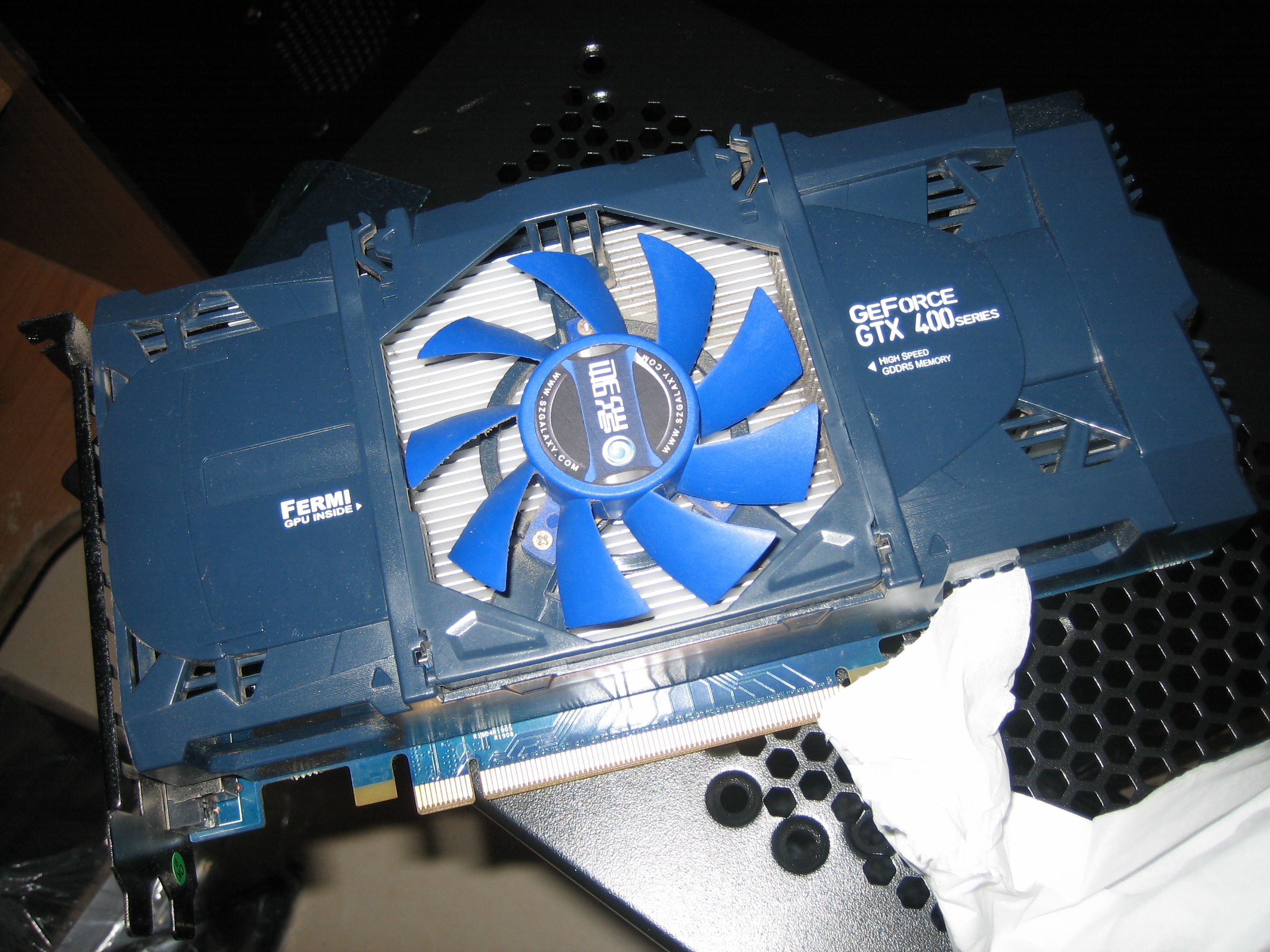
影馳出品的NVIDIA GeForce GTX 460

影馳科技（Galaxy Microsystems）是台灣同德股份有限公司的子公司，一家主要供應基於NVIDIA顯示核心的顯示卡生產商，其前身嘉威科技（Galaxy Technologies）於1994年成立於香港，1999年成為NVIDIA的AIC合作夥伴之一。於2003年6月進軍中國大陸，正式推出影馳品牌的GeForce顯示卡。2007年8月推出nForce主機板，也推出過GALAPAD平板電腦。
影馳曾經也是代工大廠，但在2007年台灣同德收購了影馳。目前影馳的產品實際由深圳舜华世纪公司旗下的鑫益嘉代工，該公司是NVIDIA與AMD的高級管道合作夥伴。